# Mausoleo di Salim Chishti

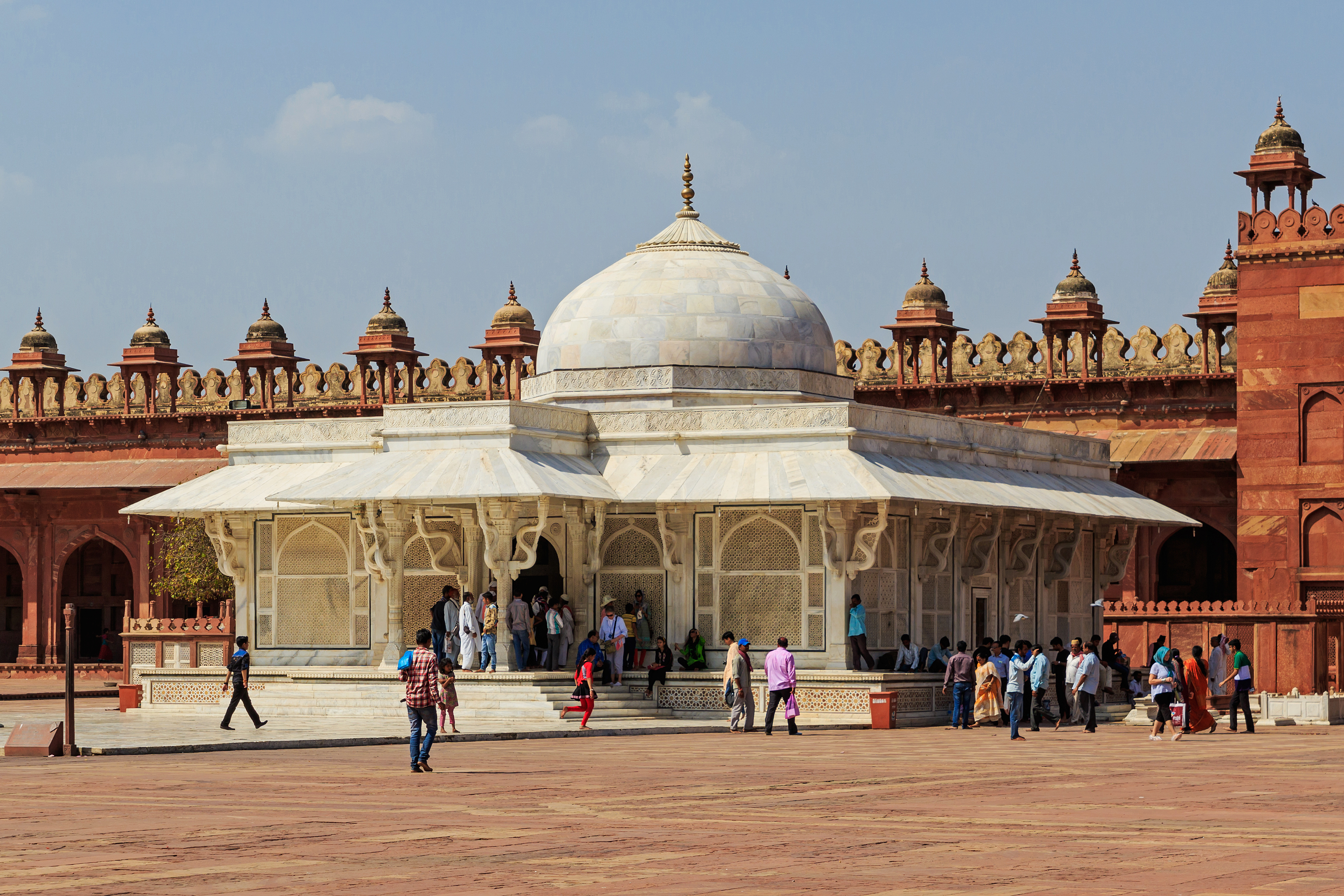
La tomba di Shaikh Salim Chisti è considerata uno dei migliori esempi di architettura Moghul in India.

Il mausoleo di Salim Chishti è famoso come uno dei migliori esempi di architettura moghul in India. Costruito negli anni 1580 e 1581, insieme al complesso imperiale di Fatehpur Sikri, vicino a Zenana Rauza, è rivolto a sud verso Buland Darwaza, all'interno del quadrilatero della Moschea Jama che misura 105 metri per 133  Esso custodisce il cenotafio del santo sufi, Salim Chishti (1478 – 1572), un discendente di Khwaja Moinuddin Chishti di Ajmer, e che viveva in una caverna sul crinale di Sikri. Il mausoleo, costruito da Akbar come segno del suo rispetto per il santo sufi, che predisse la nascita del figlio di Akbar, a cui fu dato il nome di principe Salim dal nome del santo sufi e in seguito, con il nome di Jahangir, succedette ad Akbar sul trono dell'impero Moghul.

## Architettura

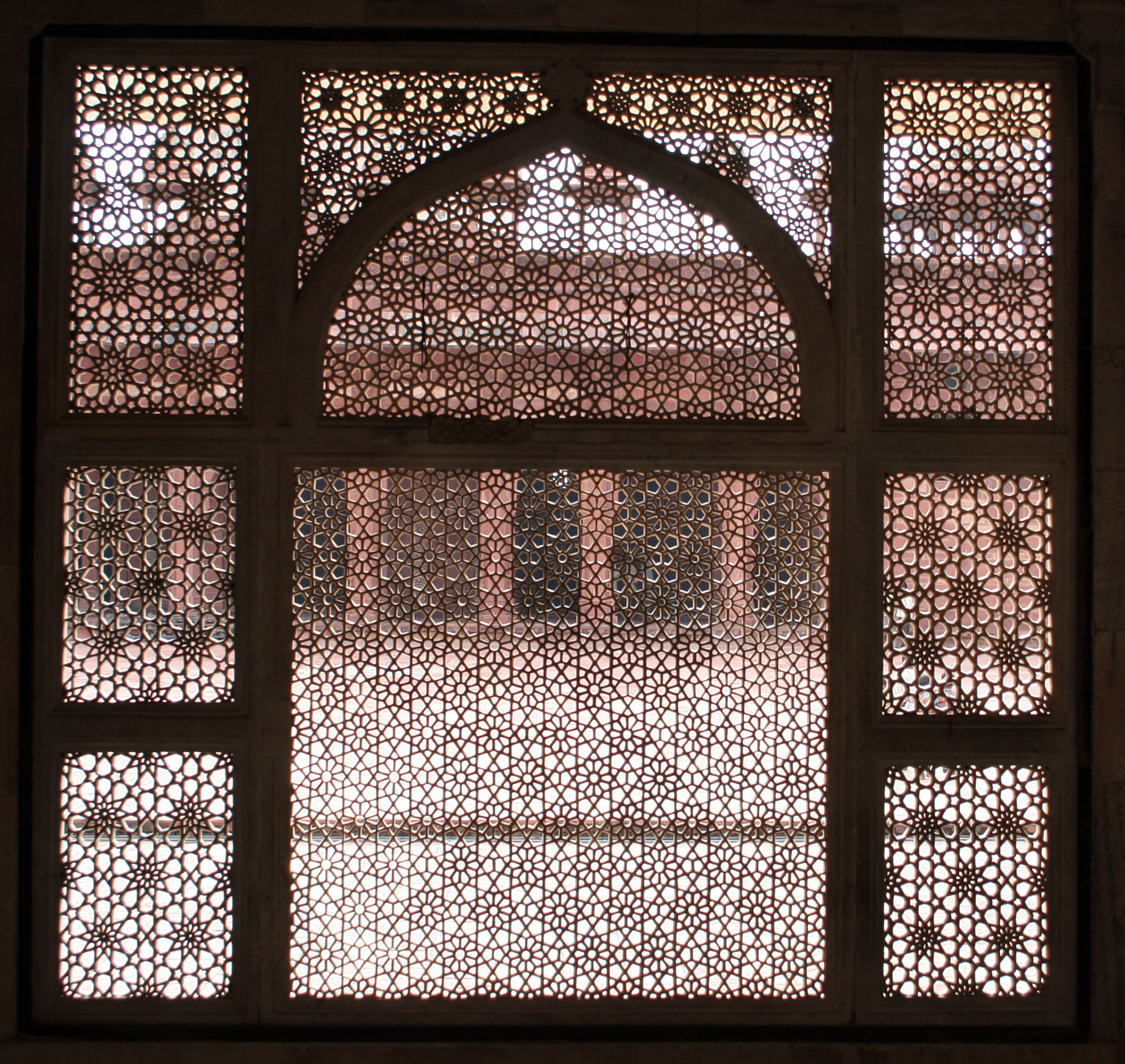
Intrivata Jali, finestra a traliccio in pietra, che guarda sul quadrilatero della Moschea Jama

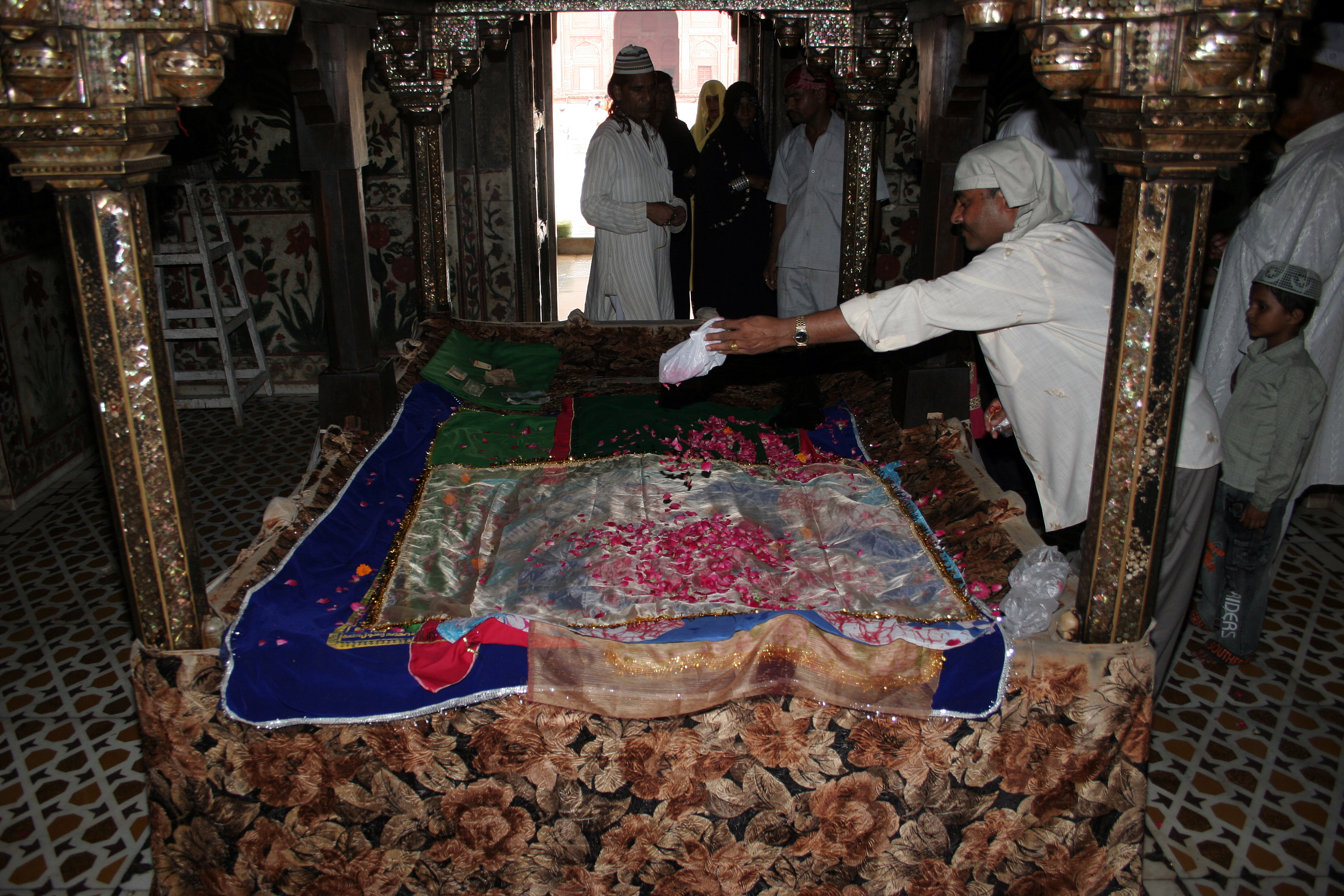
Baldacchino in legno sopra la tomba interna, con un mosaico intarsiato di madreperla

Il mausoleo venne costruito su una piattaforma alta circa 1 metro sul ilvello del cortile, con una scalinata di cinque gradini che conduce al portico d'ingresso. L'edificio principale è racchiuso da delicati schermi di marmo su tutti i lati e il cenotafio si trova al centro della sala principale, che ha un'unica cupola semicircolare. L'edificio in marmo è splendidamente scolpito e ha un aspetto simile all'avorio. Il basamento è decorato con mosaici di marmo nero e giallo disposti in motivi geometrici. Un recinto di ebano "chhaparkhat" circonda il cenotafio di marmo, che di solito è coperto da un panno verde. Il cenotafio è sormontato da un baldacchino di legno incrostato di madreperla.
La porta della sala principale è finemente intagliata con motivi arabescati e reca iscrizioni del Corano. Marmo marrone delimita le campate interne mentre i pannelli in rilievo, con i versetti del Corano, hanno uno sfondo blu. La camera tombale, scolpita e dipinta, ha un pavimento in marmo bianco, che è intarsiato con pietre multicolori, tra cui anche un diamante rubino e smeraldo.

## Galleria d'immagini

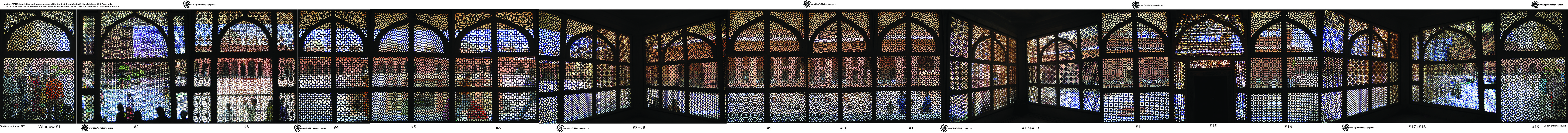
Una raccolta di tutti i jalis intorno alla tomba di Salim Chishti

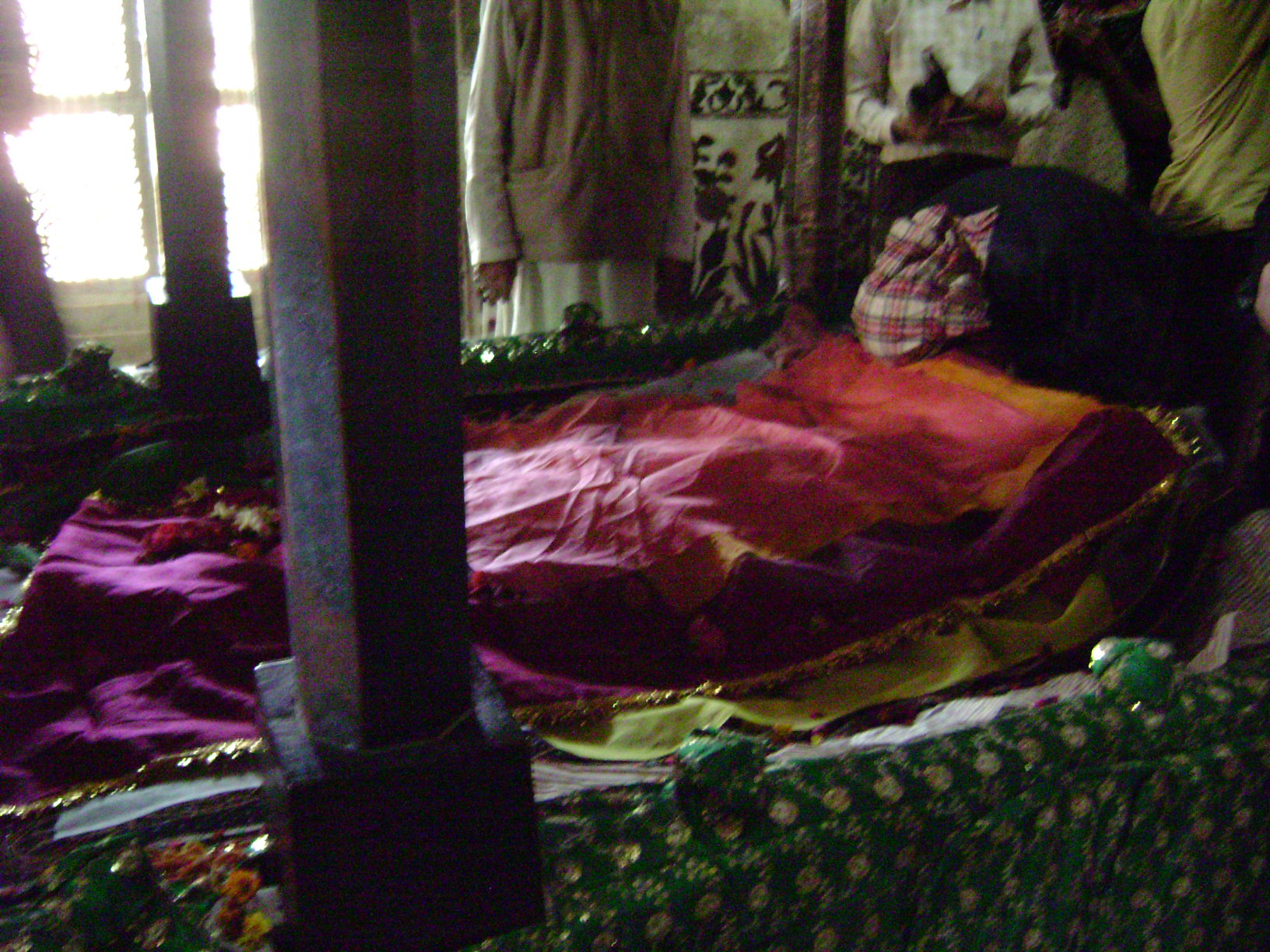
Mausoleo di Salim Chishti
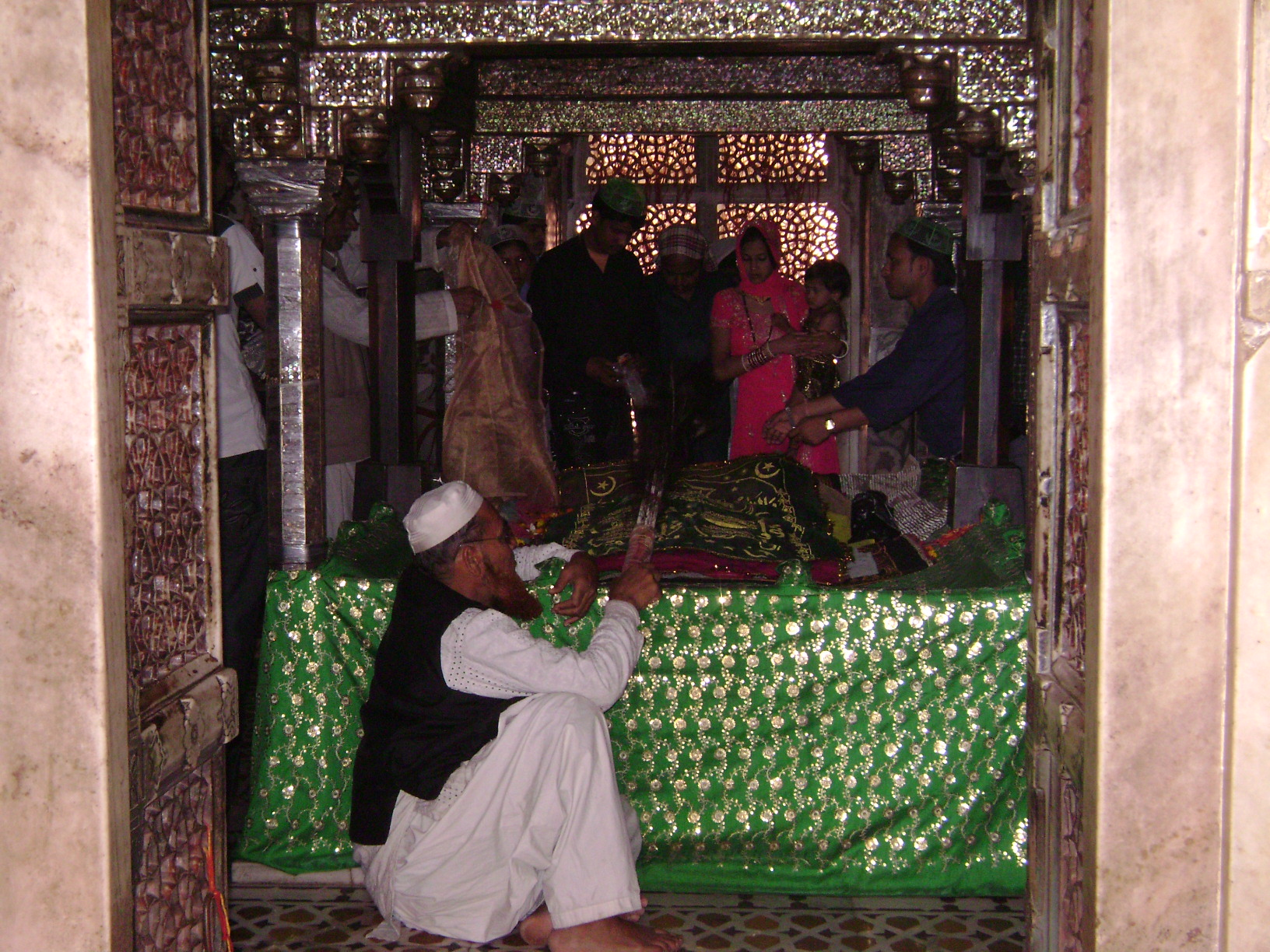
Un ulama davanti al cenotafio
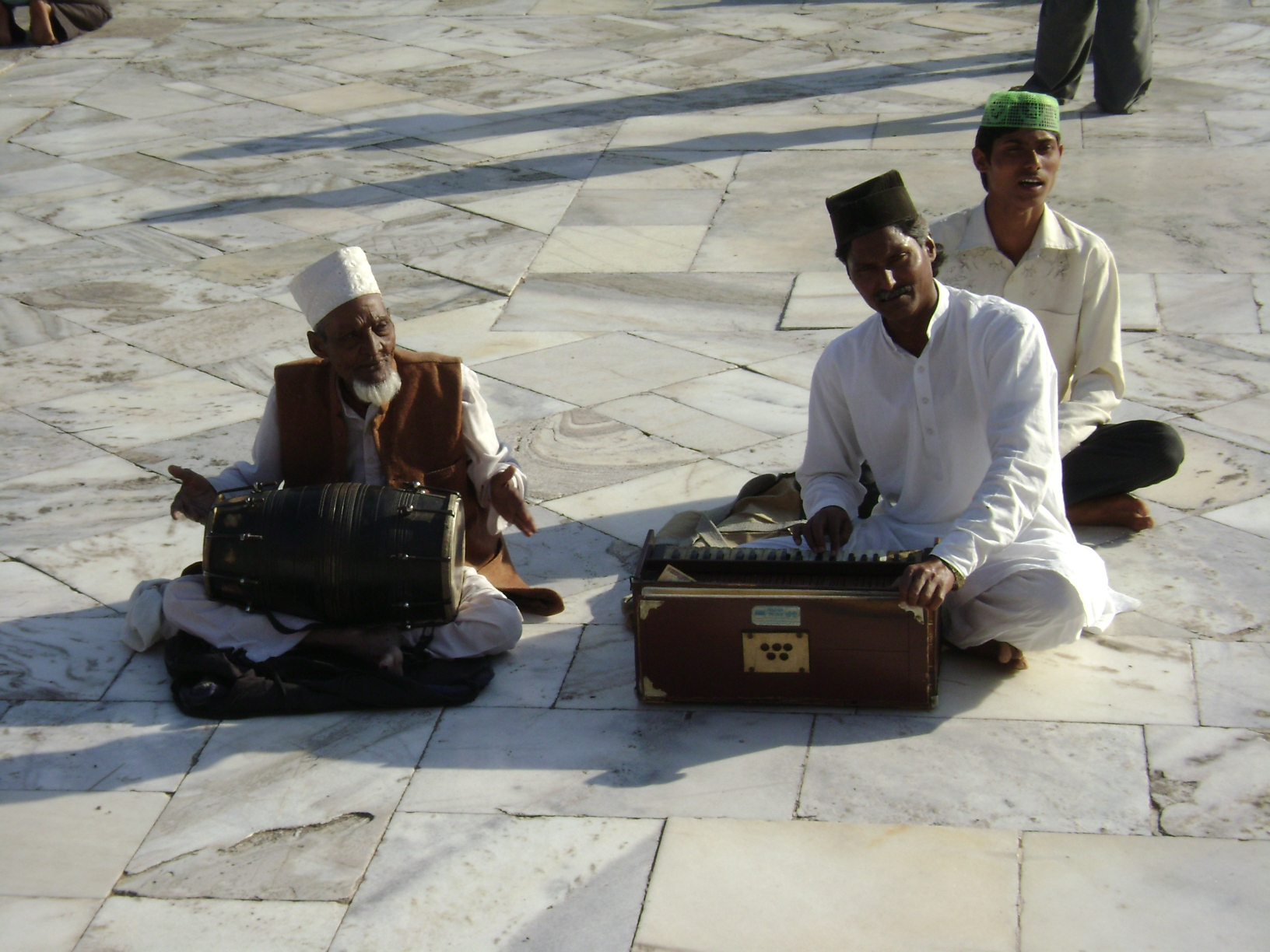
Cantanti sufi di fronte all'edificio
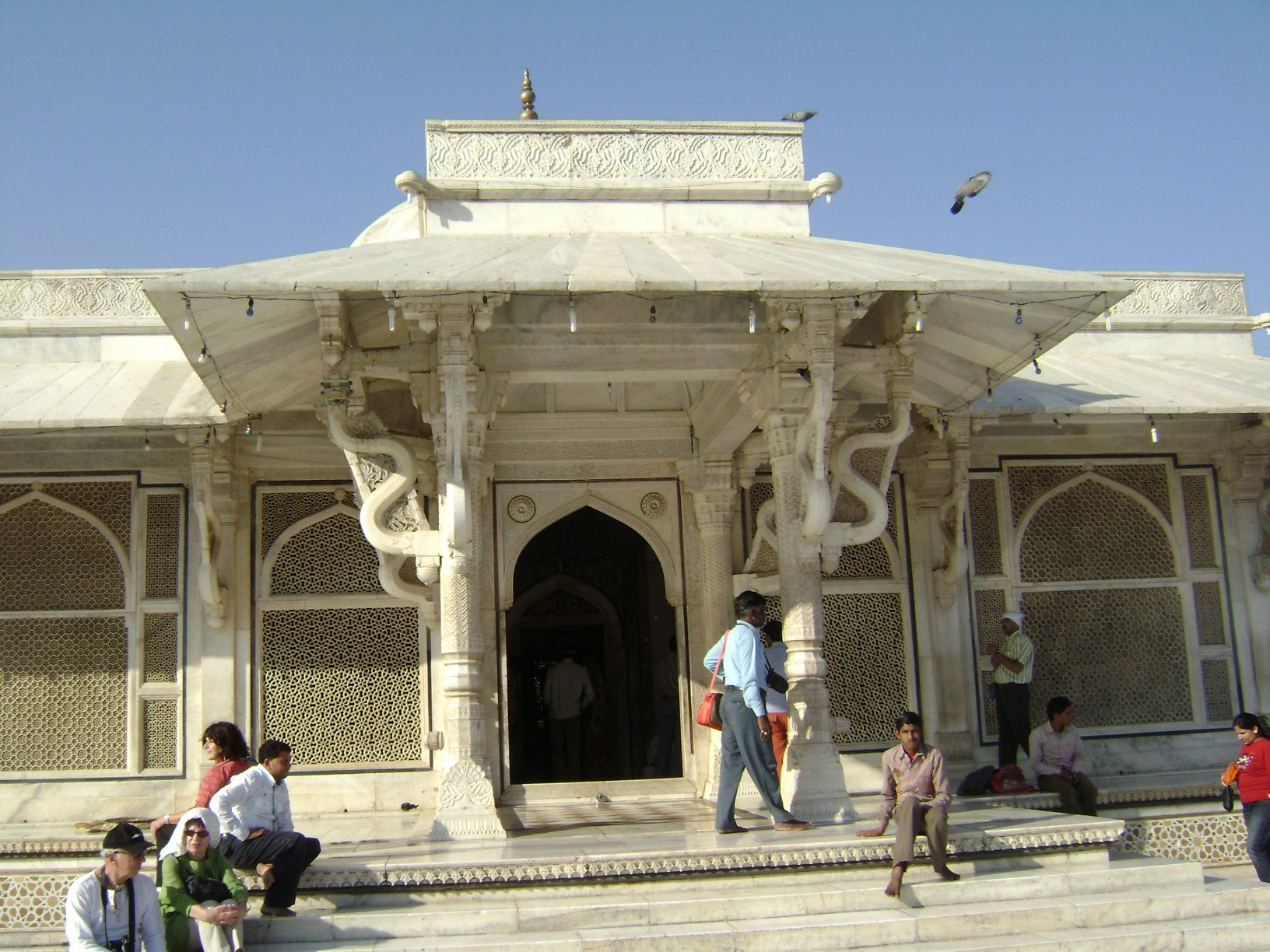
Una vista più ravvicinata dell'edificio
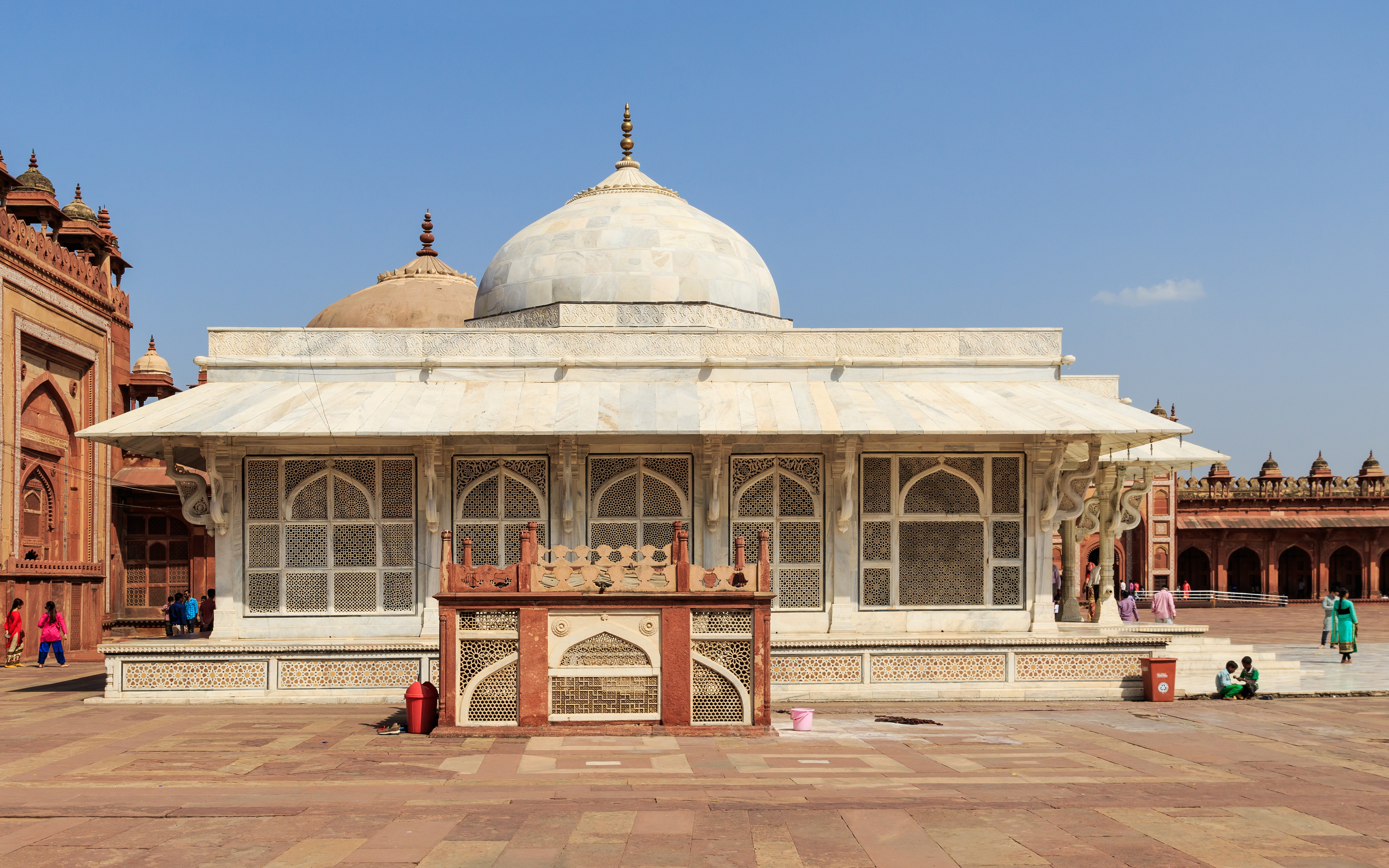
Vista laterale
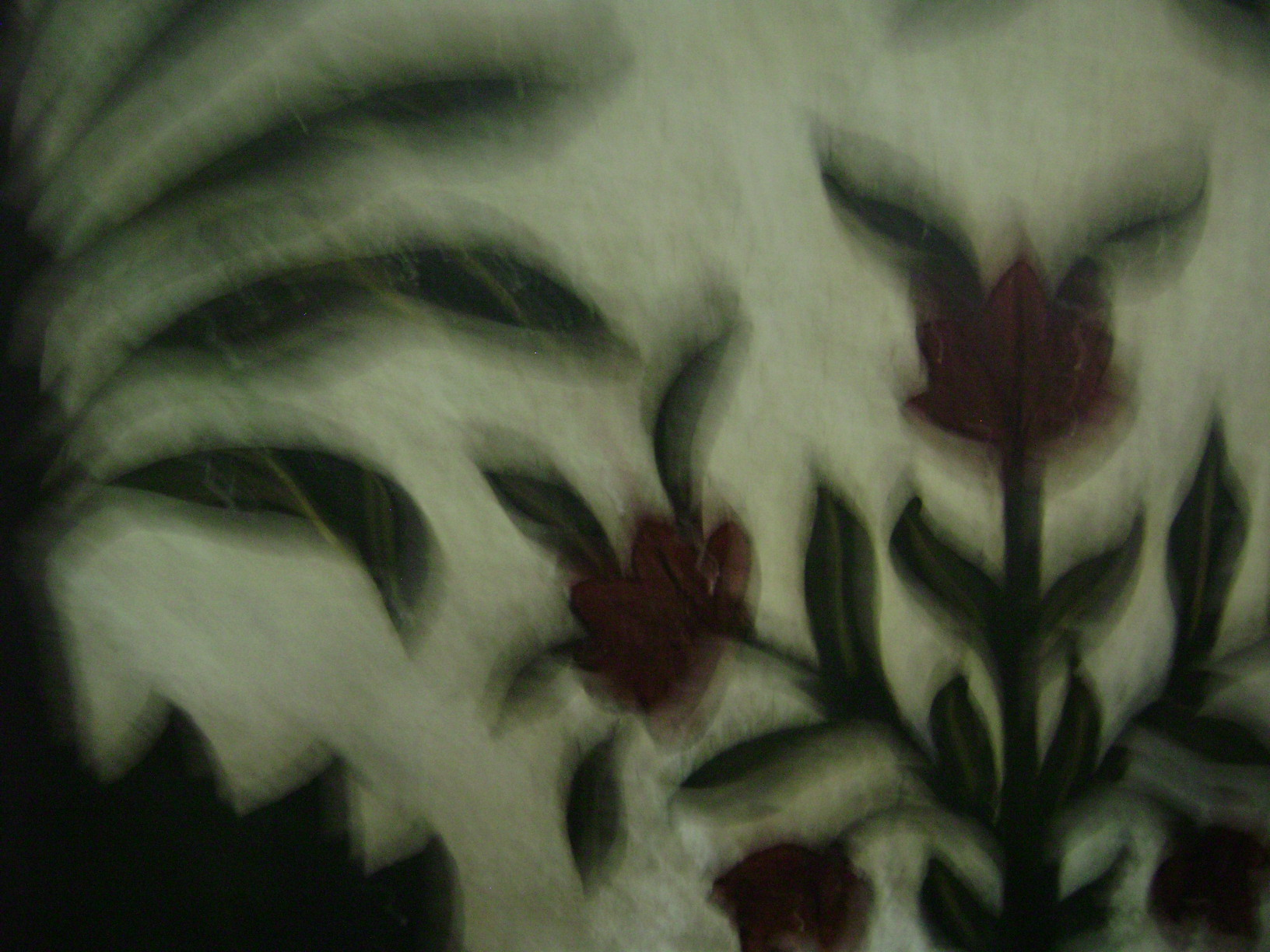
Particolare all'interno